# Resolution von Rockmusikern und Liedermachern
Die Resolution von Rockmusikern und Liedermachern (vollständig: Resolution von Rockmusikern und Liedermachern zur inneren Situation und zum Aufruf des Neuen Forums) vom 18. September 1989 war ein politischer Beitrag der DDR-Unterhaltungsmusiker während der Zeit der friedlichen Revolution.

## Geschichte
Am 18. September 1989 trafen sich über 50 bekannte Unterhaltungsmusiker der DDR im Maxim-Gorki-Klub im Ost-Berliner Stadtteil Weißensee, um eine Resolution zur Lage der DDR zu verfassen und zu unterzeichnen. Zu ihnen gehörten Gerhard Schöne, André Herzberg, Hans-Eckardt Wenzel (in der Reihenfolge der Unterzeichner) und zahlreiche weitere Künstler wie Steffen Mensching, Jürgen Ehle, Toni Krahl, Tamara Danz und alle weiteren Mitglieder von Silly, Frank Schöbel, Angelika Weiz, Lutz Kerschowski, Conny Bauer, Charlie Eitner, Kurt Demmler sowie Mitglieder von Stern Meißen und Karat. Der größte Teil der endgültigen Formulierung stammte von Hans-Eckardt Wenzel und Steffen Mensching, zu den Initiatoren gehörte auch der Liedermacher Norbert Bischoff. Toni Krahl, Sänger von City und damaliger Vorsitzende der „Sektion Rockmusik im Komitee für Unterhaltungskunst der DDR“, hatte das Treffen mit der Mitbegründerin des Neuen Forums Bärbel Bohley abgesprochen.
Adressaten waren zahlreiche Institutionen der DDR, etwa die Nachrichtenagentur ADN, das Neue Deutschland, die Junge Welt, Rundfunk und Fernsehen der DDR, das Zentralkomitee der SED, das Ministerium für Staatssicherheit und zahlreiche weitere führende Organisationen. In der Resolution wird Besorgnis über die damaligen Zustände in der DDR geäußert. Die Forderungen des gerade neu gegründeten Neuen Forums werden ausdrücklich begrüßt. Regierung und Partei werden aufgefordert, die Belange der Bevölkerung, wie sie vom Neuen Forum ausgedrückt werden, zur Kenntnis zu nehmen. Zugleich wird davor gewarnt, dass „rechtsextreme und konservativ-nationale Elemente“ die Lage nutzen und die staatliche Existenz der DDR bedrohen könnten, wenn die DDR-Regierung nicht auf die geäußerten Forderungen eingehe.
Die DDR-Regierung reagierte nicht offiziell auf die Resolution, ging aber in der Folge massiv mit Konzertabsagen, Streichen von Gagen, Geldstrafen und Auftrittsverboten gegen die Unterzeichner der Resolution, die eine Veröffentlichung in den DDR-Medien verlangten, vor und brachte die staatlichen Organisationen gegen die weitere Verbreitung in Stellung.
Einzig Der Morgen, das Presseorgan der Liberal-Demokratischen Partei Deutschlands, veröffentlichte die Resolution in seiner Ausgabe vom 18. Oktober 1989. Andere offizielle Medien der DDR schwiegen sie tot oder berichteten nur indirekt und versuchten dabei, die Unterzeichner der Resolution für die offizielle Linie der SED zu vereinnahmen und damit das Neue Forum als potentielle Organisation für notwendige Veränderungen im Land auszuschließen. Die darauf folgende Androhung der Unterzeichner, „veröffentlichungsbereite Medien“ einzuschalten, führte nur zwei Tage später zu einer deutlichen Klarstellung im selben Blatt.
Alle Maßnahmen des Staates konnten die weitere Verbreitung der Resolution nicht verhindern. Das Ministerium für Staatssicherheit vermerkte, dass die Resolution in den Folgewochen vor insgesamt rund 30.000 Teilnehmern öffentlicher Veranstaltungen zur Kenntnis gebracht wurde und beim Publikum überwiegend auf Zustimmung stieß. Am 15. Oktober gaben viele der an der Resolution beteiligten Musiker ein „Konzert gegen Gewalt“ in der Ost-Berliner Erlöserkirche. Dabei wurden neue Texte gesungen, die die DDR-Regierung angriffen, und zahlreiche neue Resolutionen verlesen. Zu den Teilnehmern gehörten die Bands Silly, Pankow und City sowie Conny Bauer. Rund 2.000 Personen besuchten das Konzert.

## Hintergrund
Etwa ab 1987 hatten sich in der DDR die sogenannten Anderen Bands entwickelt, die sich deutlich von der offiziellen Kulturpolitik der Behörden abgrenzten. Im Gegensatz dazu standen die meisten erfolgreichen Rockmusiker und Liedermacher, die im Wesentlichen mit dem System konform waren, teilweise aber die Grenzen ausloteten, etwa in Form versteckter Anspielungen in Texten – was bei vielen jungen Menschen als Hoffnungszeichen bewertet wurde. Die Resolution der Rockmusiker und Liedermacher war das erste gemeinsame öffentliche Auftreten dieser Musiker gegen die Staatsmacht.
Am 9./10. September wurde das Neue Forum gegründet, das in seinem Aufruf „Die Zeit ist reif – Aufbruch 89“ den Dialog mit den staatlichen Behörden forderte. Am 11. September 1989 ließ die ungarische Regierung die Grenze nach Österreich für DDR-Bürger öffnen. Am 12. September wurde der Aufruf „Zur Einmischung“ der Bürgerbewegung Demokratie Jetzt veröffentlicht. Die großen Montagsdemonstrationen fanden erst nach dem 18. September statt.

## Sonstiges
Neben Rockmusikern und Liedermachern waren etwa Frank Schöbel als Schlagersänger und Conny Bauer sowie Charlie Eitner als Jazzmusiker beteiligt.